# NGC 3118
NGC 3118 is een spiraalvormig sterrenstelsel in het sterrenbeeld Kleine Leeuw. Het hemelobject werd op 16 maart 1884 ontdekt door de Franse astronoom Édouard Jean-Marie Stephan.

## Synoniemen
- UGC 5452
- IRAS10042+3316
- MCG 6-22-74
- FGC 118A
- ZWG 182.75
- KUG 1004+332
- PGC 29415